# طائر بحري

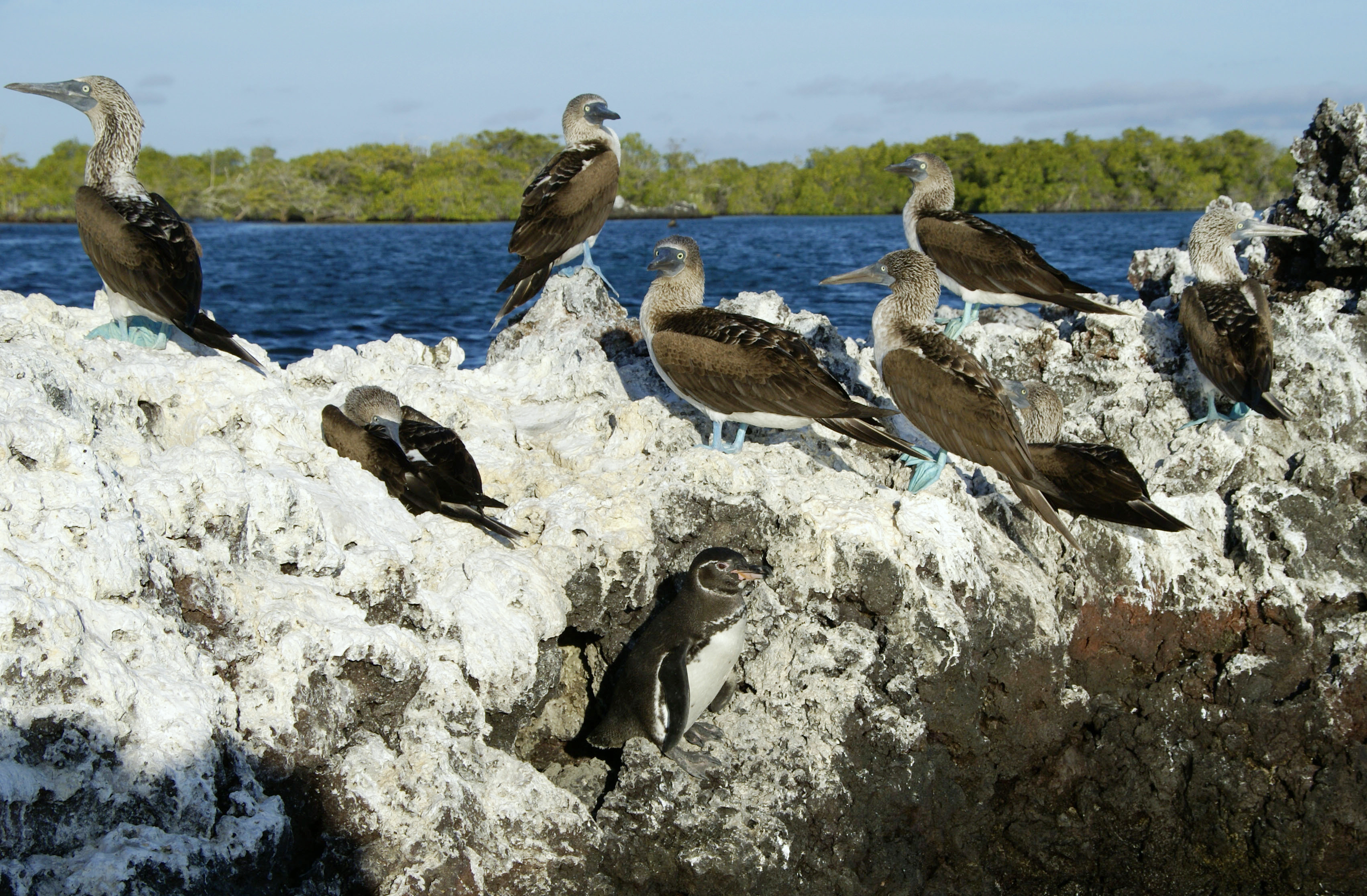
طيور بحرية

الطيور البحرية هي مجموعة الطيور التي ترتبط معيشتها بطريقة مباشرة أو غير مباشرة بالحياة البحرية، يتم تصنيفها الآن إلى 275 نوع تنتمي إلى 8 عائلات، ويعتبر الوسط البحري مؤثرا على وسطها البيولوجي والبيئي بدرجة متفاوتة.

## خصائص الطيور البحرية
مهما ارتبطت هذه الأنواع بالوسط البحري فإنه لايمكننا اعتبارها إطلاقا كائنات بحرية، لأنها تشكل في الحقيقة قسما من الفقاريات رباعيات الأرجل والتي تطورت لتأمين احتياجاتها الغذائية كاملة أو قسم منها في المياه المفتوحة. لذا نجدها لا تستطيع على التنفس تحت الماء أو بمعنى أصح استعمال الأكسجين المنحل في المياه.

## مميزاتها
إن البعد بين نقطتي الجناحين يختلف ويتنوع جدا عند هذه الأنواع فأدنى قياس هو لطائر ويقدر بـ 15 سم بوزن 20غ، بينما نجد نوعا من طائر الباتروس ويصل إلى 1.30 متر لوزن 11 كغ عند بعض الذكور علما أن هذا الأخير يندرج تحت الطيور الكبيرة ذات البعد بين الجناحين الذي يصل حتى 3.50 متر عند كثير من النسور والجوارح.

## الخصائص اللونية
لعل أهم صفة تميز ألوانها هي غياب الألوان الحية عن ريشها، ونجد الملونة منها تبدو ألوانها على مناقيره، أرجلها، وكذلك الجيوب الحلقية (كالبجع). ويمكن اعتبار الريش ذو ألوان مختلطة من الأبيض، الأسود، الرمادي وأحيانا البني (البطريق كمثال)، والقاعدة الضاذة تكون عند بعض أنواع الأوك أين توجد مجموعة من الريش المذهب حول الرأس.
الإجابة النموذجية حول هذه الخاصية هي أنه يمكن اعتبارها نوعا من أنواع التخفي عن المفترسات من جهة، وعن طرائدها من جهة أخرى، إذ نجد أن الجهة البطنية ذات لون فاتح مايساعدها على عدم رؤية الأسماك لها.

## الغطس
تعتبر المنطقة التي يمكنها استغلالها هي منطقة العشرة الأمتار الأولى وغالبها يكون في الخمسة الأولى منها حيث يمكن أن تصل سرعتها منحدرة من مناطق عالية في الجو إلى 100 كلم\سا.

## خصائص أخرى
جميع أنواعها حيوانية التغذية.
في موسم التزاوج تستعمل الوسط الأرضي، أين تكون مستعمرات كبيرة العدد يكون فيها الوسط متشبعا بأعشاشها.